# Biplano Cóndor

Escarapela aeronáutica de Bolivia

El Biplano Cóndor fue un biplano de fabricación Boliviana Tipo Bleriot. Utilizado por la Fuerza Aérea Boliviana en 1917.   
El Cóndor fue fabricado por el aviador Andrés Tomsich en Bolivia. Contaba con un motor “Argus” de 180HP y llegó a ser pilotado por Albert Jarfelt (danés), Antonio Chuimiento (argentino), Horacio Vasquez (boliviano).